# Турки ибн Мукрин Аль Сауд
Турки ибн Мукрин Аль Сауд (араб. تركي بن مقرن بن عبدالعزيز آل سعود‎; род. 1973) — саудовский принц, лётчик и бизнесмен.

## Биография
Принц Турки ибн Мукрин является одним из 14 детей принца Мукрина ибн Абдул-Азиза Аль Сауда и его супруги Абты бинт Хамуд Аль Рашид.
В возрасте 18 лет уехал в Великобританию, где учился управлять вертолётом и самолётами. Вернувшись в Саудовскую Аравию, продолжил своё обучение и получил лицензию пилота Федерального управления гражданской авиации США. 
Принц является основателем и руководителем авиационных школ в Великобритании и Ливане. Помимо этого, принц является основателем и владельцем компании по продаже недвижимости в Турции.
Принц Турки является президентом Саудовской федерации авиационного спорта, а также возглавляет Саудовскую компанию развития и обучения.